# Miškenot Jisra'el
Miškenot Jisra'el (hebrejsky: משכנות ישראל) je městská čtvrť v centrální části Jeruzaléma v Izraeli.

## Geografie
Je součástí širšího zastavěného distriktu zvaného Lev ha-ir (Střed města), který zaujímá centrální oblast Západního Jeruzaléma a v jeho rámci tvoří spolu s dalšími menšími obytnými soubory podčást zvanou Nachla'ot. Na východě hraničí s čtvrtí Sukat Šalom. Leží v nadmořské výšce přes 800 metrů, cca 1,5 kilometru západně od Starého Města. Populace čtvrti je židovská.

## Dějiny
Čtvrť vznikla v 2. polovině 19. století jako součást hnutí Útěk z hradeb, kdy Židé opouštěli přelidněné Staré Město. Jde o malý obytný soubor rozložený podél ulice Rechov Miškanot.